# 金李井镇
金李井镇，是中华人民共和国四川省内江市资中县曾经下辖的一个镇。2019年12月，撤销金李井镇，将其所属行政区域划归鱼溪镇管辖。

## 行政区划
金李井镇撤销前下辖以下地区：
金李井社区、桃花村、石板村、白果村、世和村、老君村、八盒村、新远村、人寿村、土庐村、新集村、幸福村、碾盘村、马家坝村、蚂蟥坪村、和爱村、猫猫岭村、桐梓坪村、禁药碑村、大堰村、金香炉村和瓦店子村。